# くぬぎ山駅

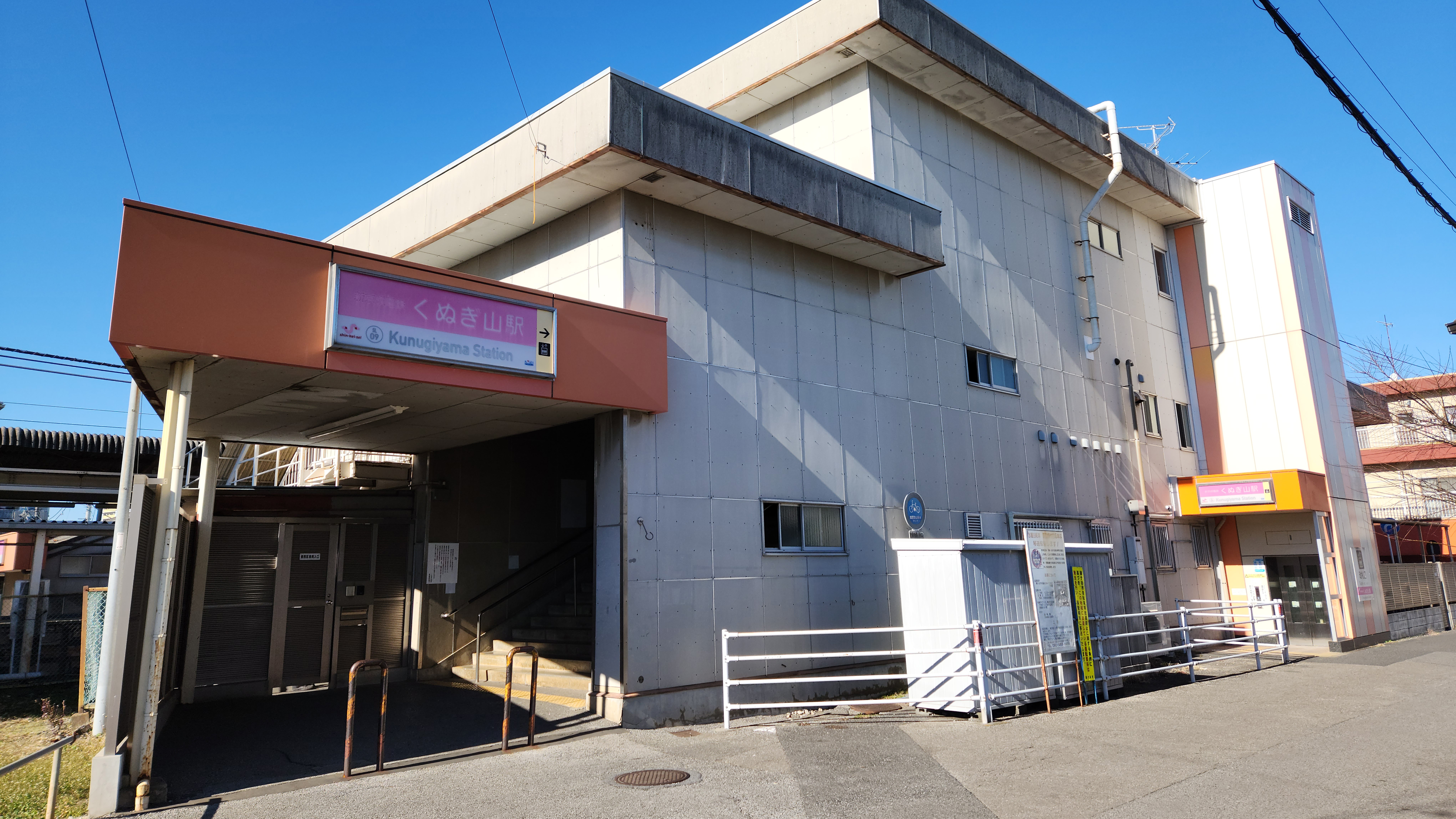
東口（2023年1月）

くぬぎ山駅（くぬぎやまえき）は、千葉県鎌ケ谷市くぬぎ山五丁目にある、京成電鉄松戸線の駅である。駅番号はKS80。

## 歴史
- 1955年（昭和30年）4月21日：新京成電鉄新京成線の駅として開業。
- 2008年（平成20年）3月21日：エレベーター使用開始。
- 2014年（平成26年）2月：駅番号「SL09」を設定[1]。
- 2025年（令和7年）4月1日：新京成電鉄の京成電鉄への吸収合併に伴い、京成電鉄松戸線の駅となる。同時に駅番号をSL09からKS80に変更[2]。

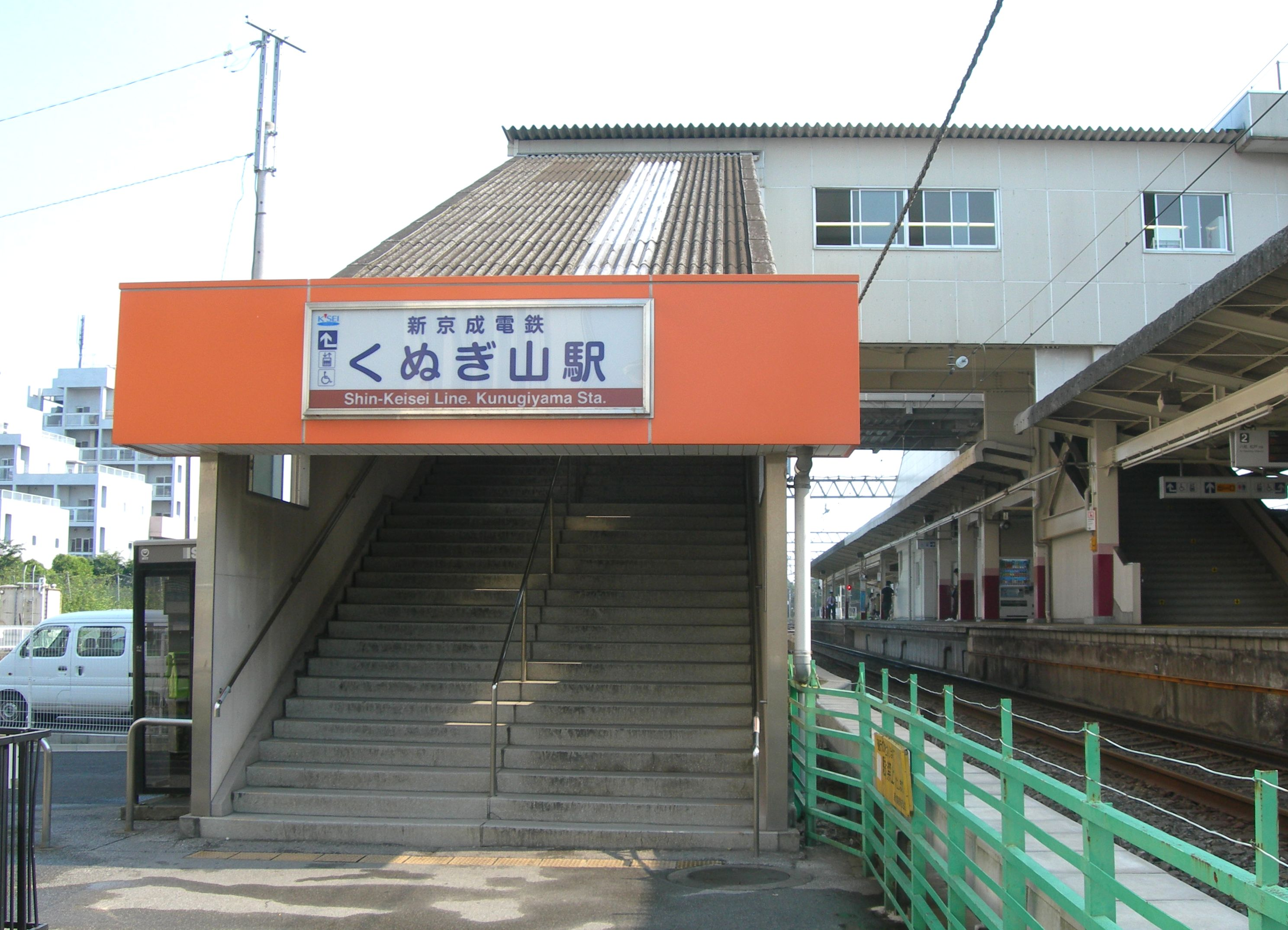
駅名看板更新前の西口（2010年7月）
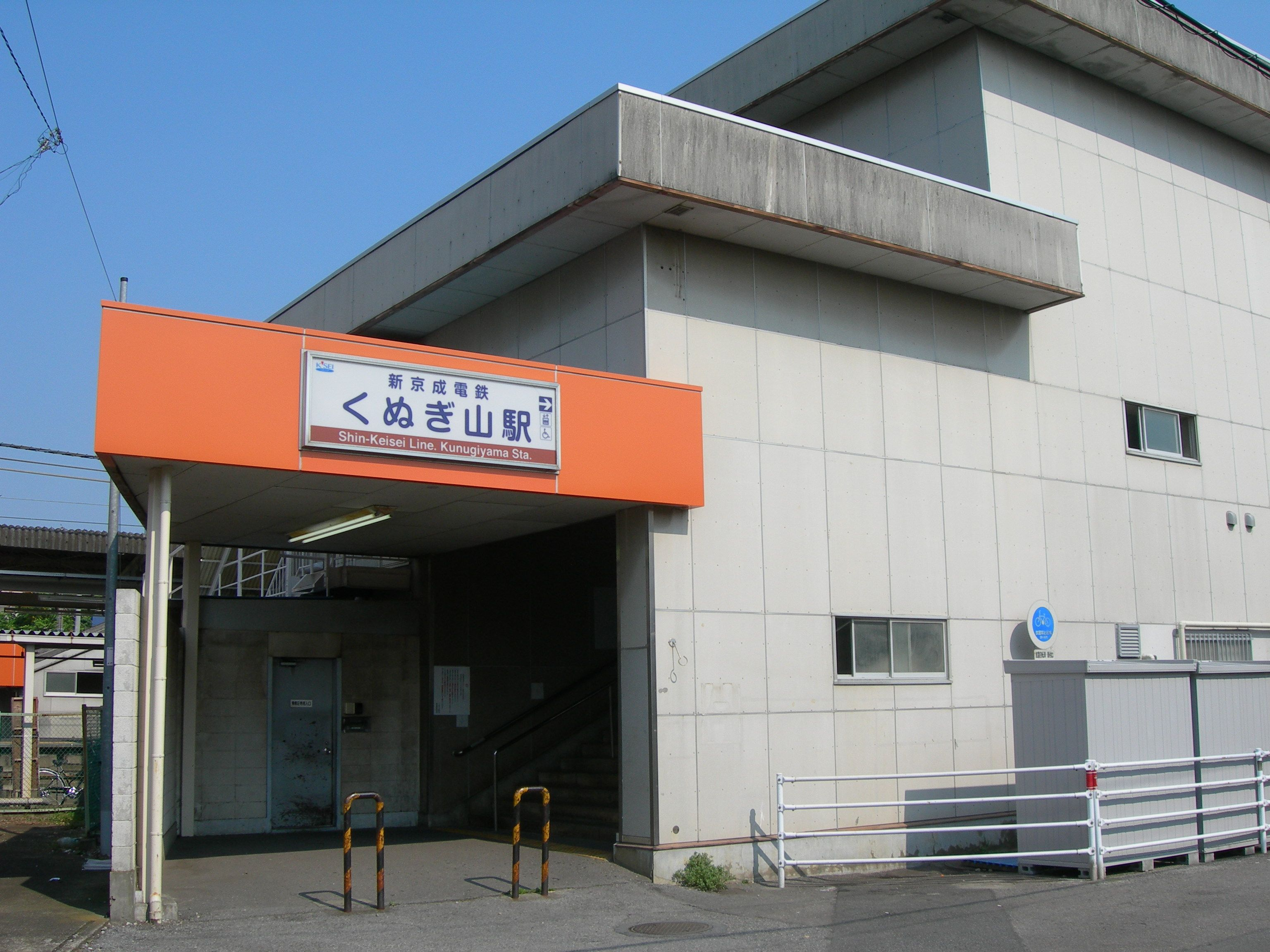
駅名看板更新前の東口（2010年7月）

## 駅構造
島式ホーム1面2線の地上駅で、橋上駅舎を有する。

### のりば
| 番線 | 路線   | 方向 | 行先                     |
| ---- | ------ | ---- | ------------------------ |
| 1    | 松戸線 | 下り | 北習志野・京成津田沼方面 |
| 2    | 松戸線 | 上り | 八柱・松戸方面           |

北初富方に車両基地があり、当駅を始終着とする列車が設定されている。当駅前後の区間には両渡り線の分岐器があり、車両交換にも対応できる。当駅終着で車両基地へ入る列車は、上りホームで乗客を降ろした後、そのまま逆走して車両基地へ向かう。

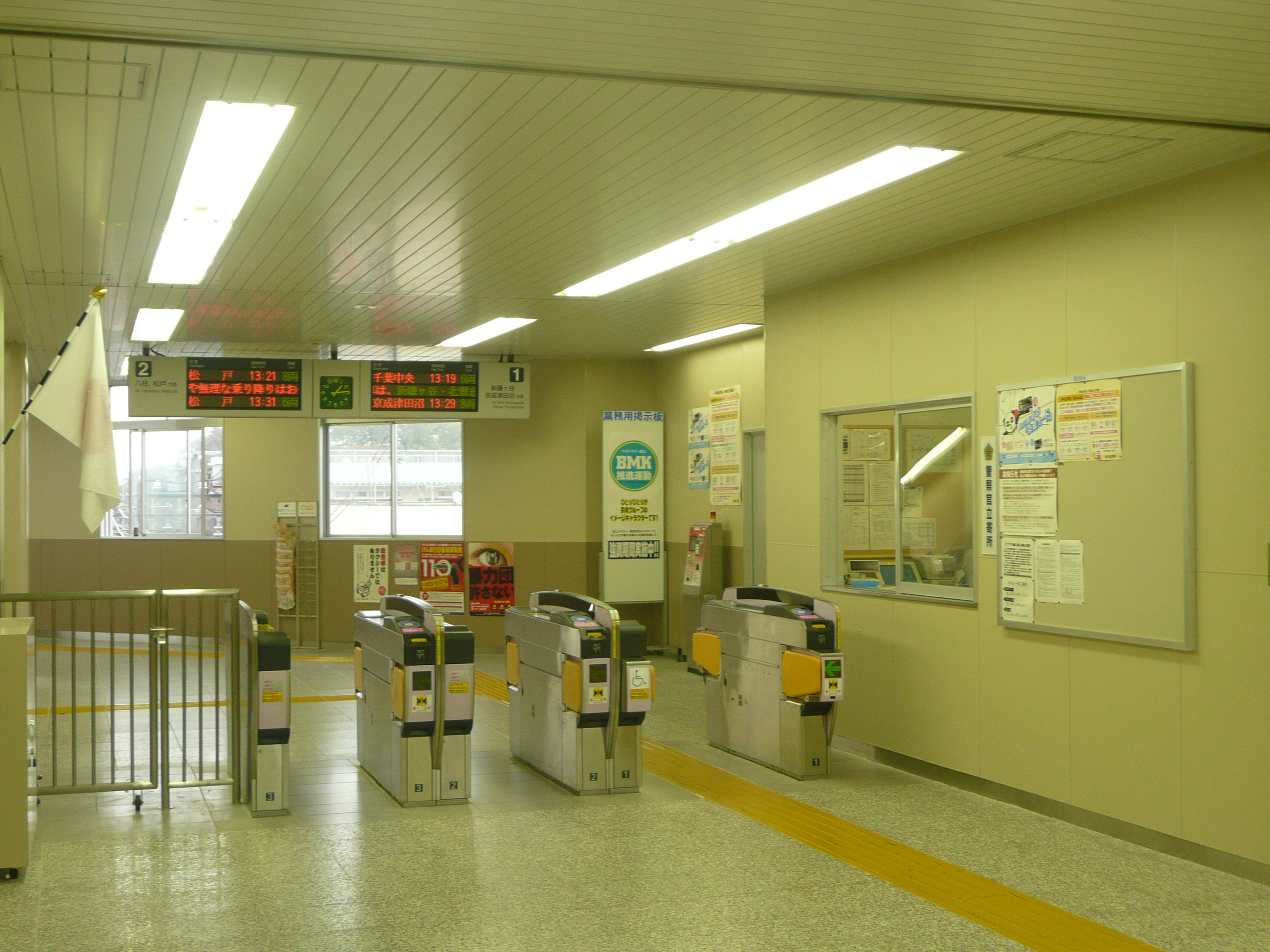
改札口（2008年11月）
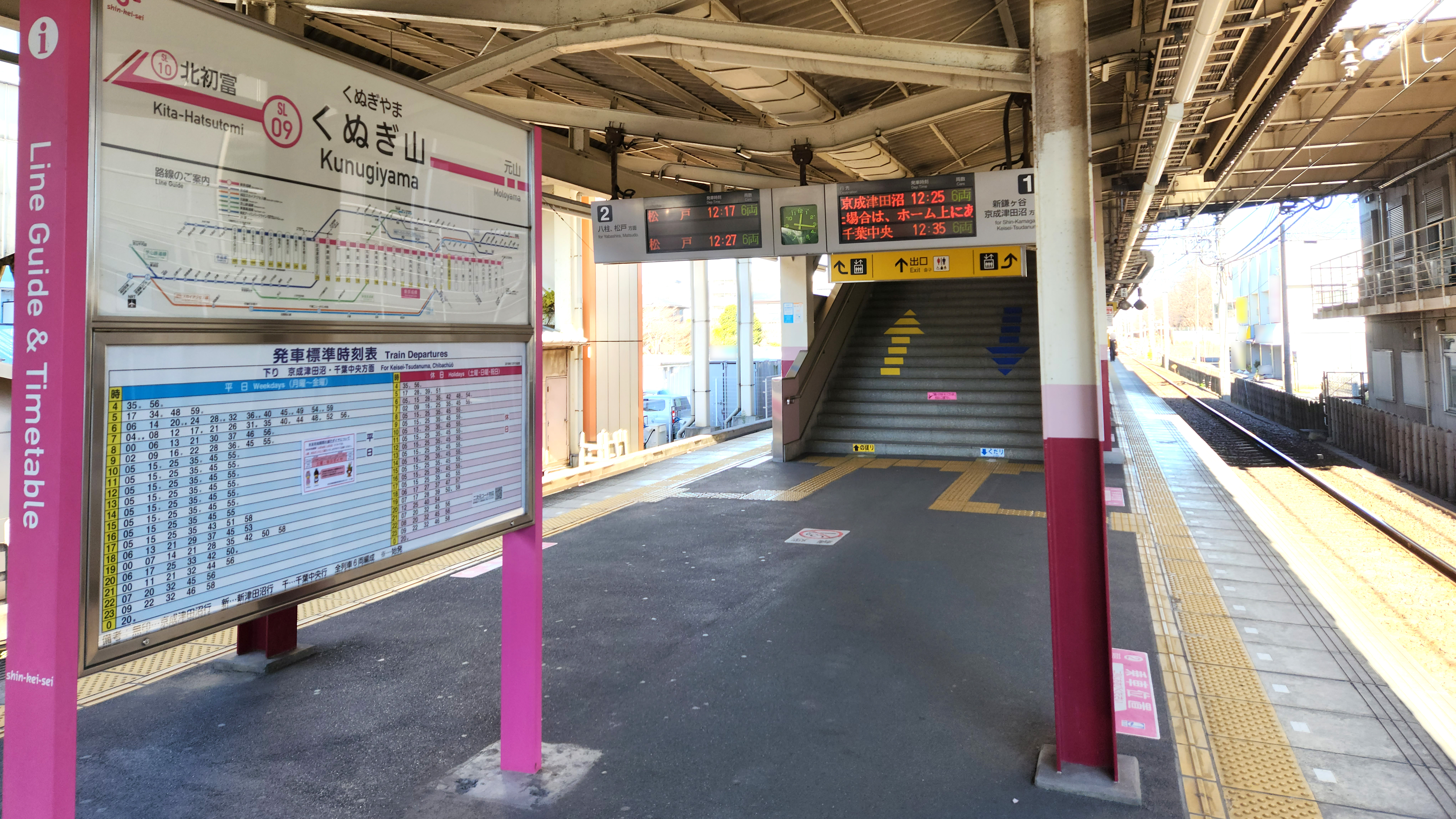
駅ホーム（2023年1月）
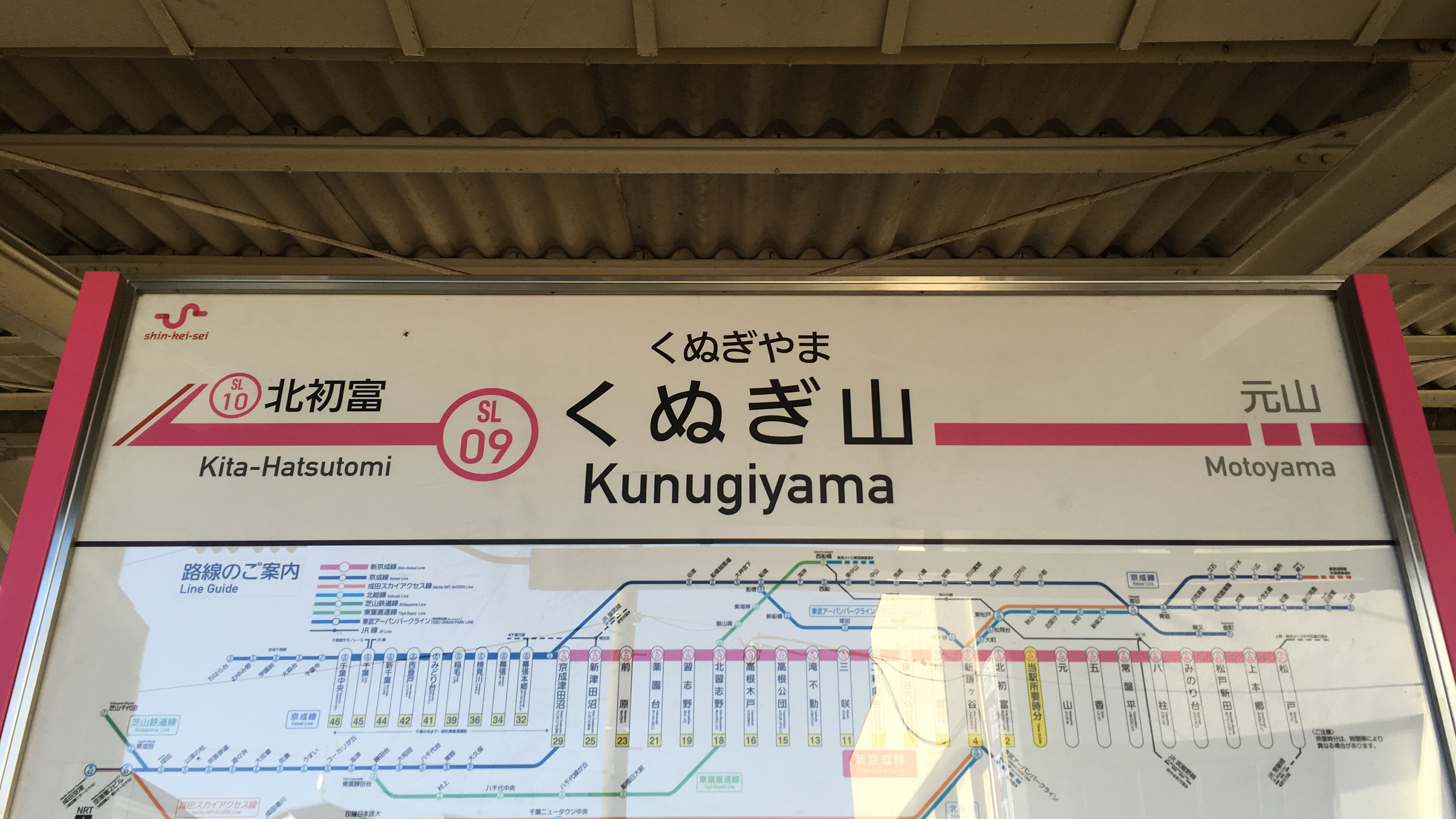
駅名標（2015年12月）

## 利用状況
2024年度の1日の平均乗降人員は6,614人である。近年の推移は下表の通り。
| 年度               | 一日平均 乗降人員 | 一日平均 乗車人員 |
| ------------------ | ----------------- | ----------------- |
| 2007年（平成19年） |                   | 3,322             |
| 2008年（平成20年） |                   | 3,376             |
| 2009年（平成21年） |                   | 3,366             |
| 2010年（平成22年） |                   | 3,312             |
| 2011年（平成23年） |                   | 3,335             |
| 2012年（平成24年） |                   | 3,467             |
| 2013年（平成25年） |                   | 3,511             |
| 2014年（平成26年） |                   | 3,521             |
| 2015年（平成27年） |                   | 3,510             |
| 2016年（平成28年） |                   | 3,512             |
| 2017年（平成29年） |                   | 3,633             |
| 2018年（平成30年） |                   | 3,635             |
| 2019年（令和元年） | 7,297             | 3,616             |
| 2020年（令和02年） | 5,900             |                   |
| 2021年（令和03年） | 6,252             |                   |
| 2022年（令和04年） | 6,629             |                   |
| 2023年（令和05年） | 6,592             |                   |
| 2024年（令和06年） | 6,614             |                   |

## 駅周辺

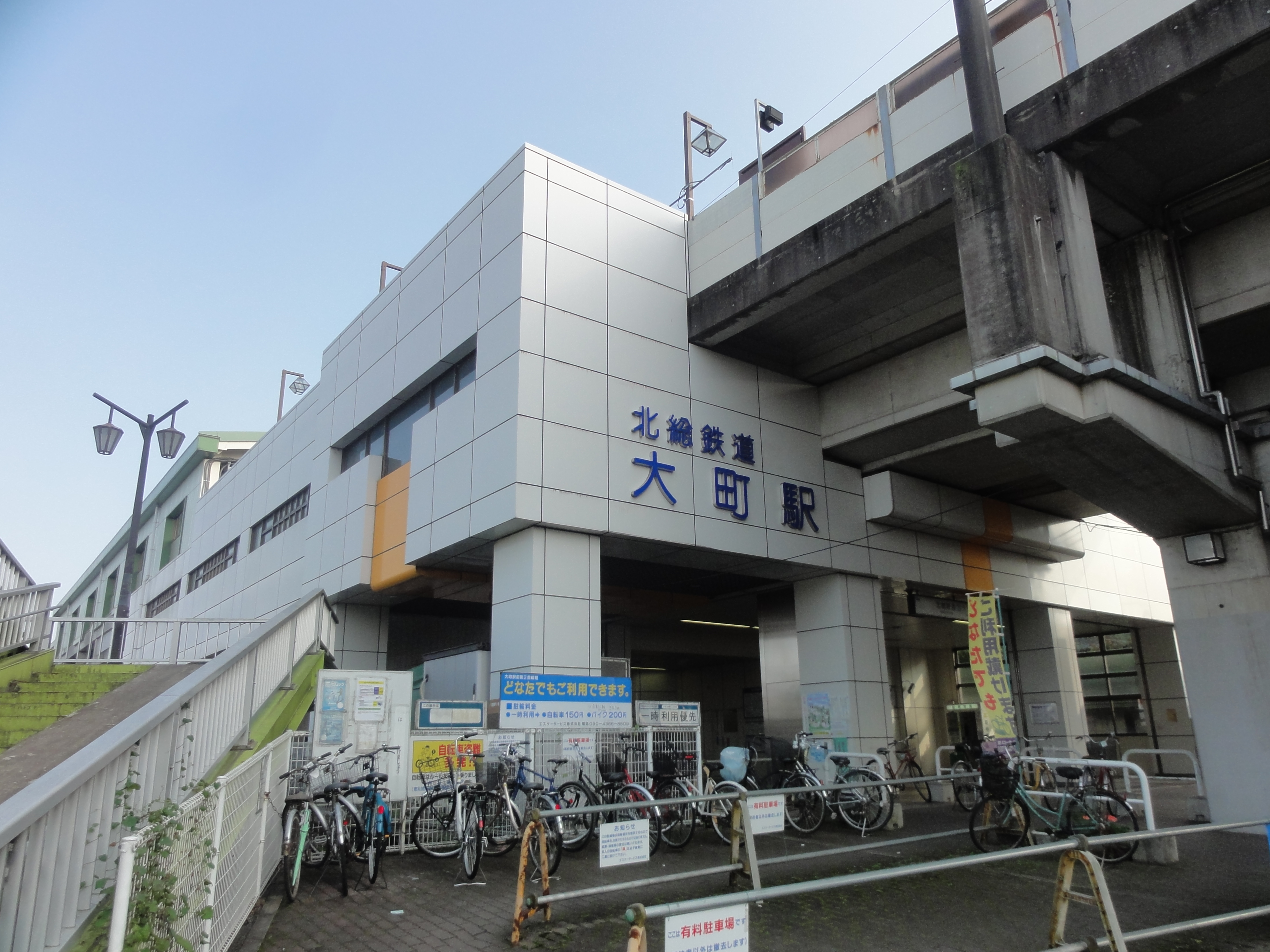
北総鉄道大町駅

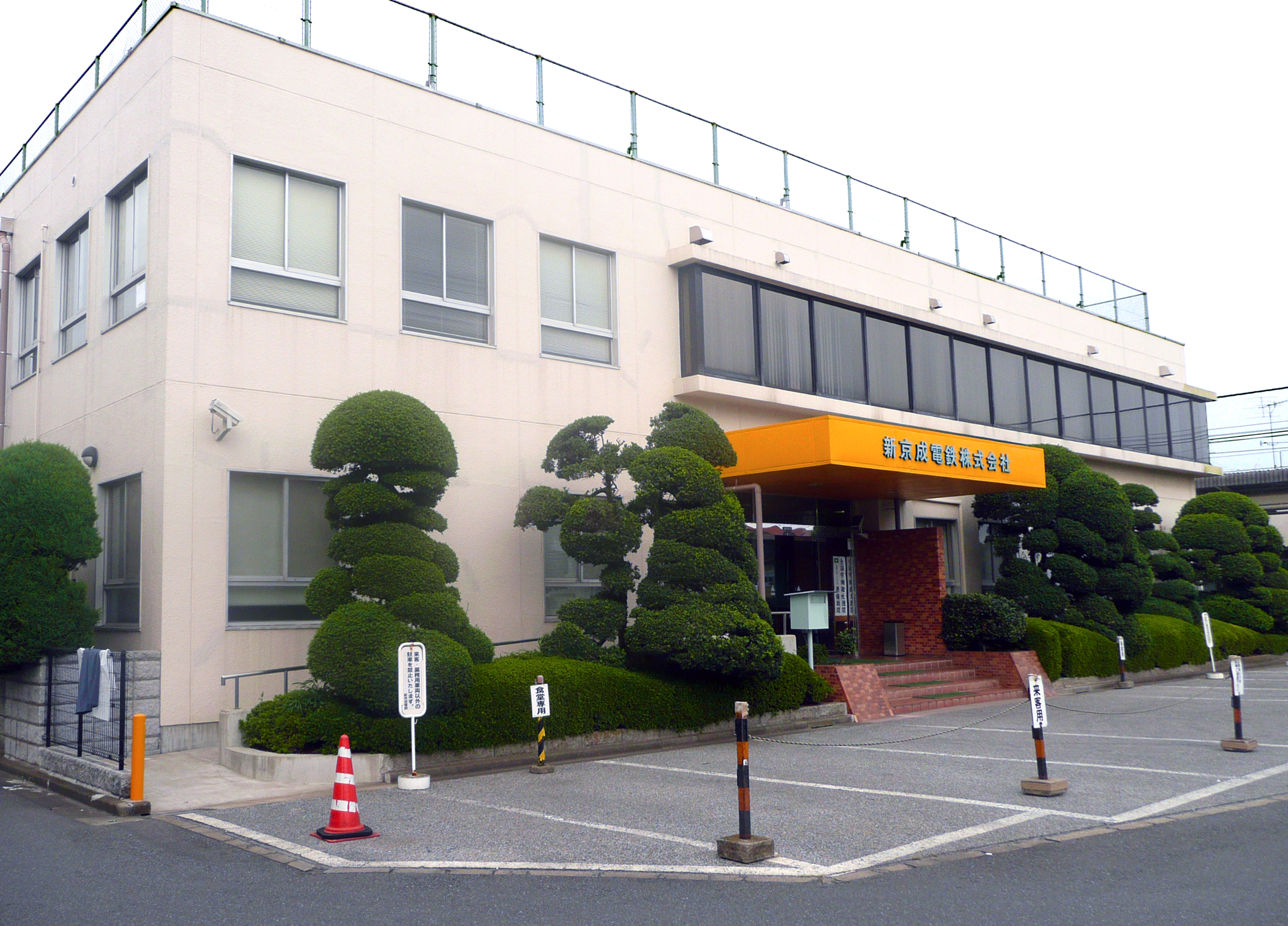
京成くぬぎ山ビル（旧・新京成電鉄本社）

松戸市との境に近く、駅西側は宅地化されている。駅東側には住宅地とナシやブドウなどの果樹園が広がる。
東口から東側約100メートル先に国道464号が通る。また、駅から南側約800メートル先に北総鉄道北総線の大町駅がある。
- 京成くぬぎ山ビル（旧・新京成電鉄本社）[3]
  - 京成電鉄開発本部[4]
  - 京成不動産本社[3]
- 京成電鉄くぬぎ山車両基地
- 陸上自衛隊松戸駐屯地
- 鎌ヶ谷市くぬぎ山コミュニティセンター
- 関東財務局初富住宅
- 朝日山部屋

## 隣の駅
京成電鉄
 松戸線
元山駅 (KS81) - くぬぎ山駅 (KS80) - 北初富駅 (KS79)